# Wilhelm Bade

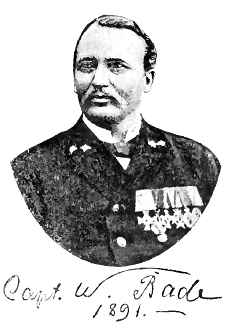
Wilhelm Bade 1891

Eduard Gustav Wilhelm Bade (* 20. Februar 1843 auf Gut Hohen Wieschendorf bei Wismar; † 27. Juli 1903 in Rostock) war ein Pionier der deutschen Nordland- und Polartouristik. Nach seemännischer Ausbildung in der Handelsschifffahrt war er als Schiffsoffizier und Kapitän tätig und veranstaltete von Anfang der 1890er Jahre bis zu seinem Tod die weltweit ersten regelmäßigen touristischen Fahrten in die Arktis.

## Biografie

### Zweite Deutsche Nordpolar-Expedition 1869/70

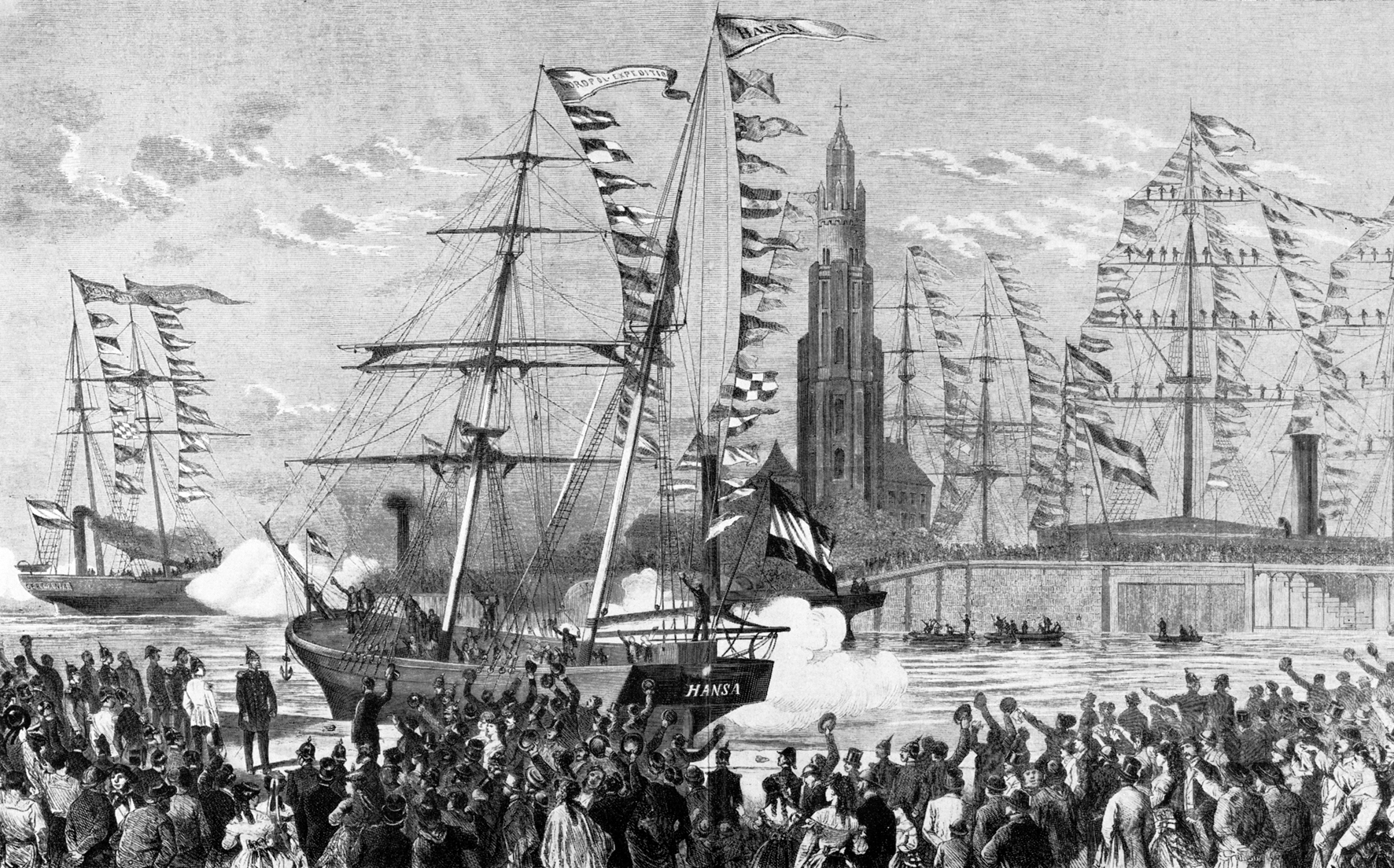
Die Hansa verlässt Bremerhaven am 15. Juni 1869.

Wilhelm Bade wurde als sechstes von acht Kindern des Friedrich August Axel Bade (1805–1899) und der Henriette Conradine Mathilde Bade, geb. Ihlefeld, auf deren Erbgut Hohen Wieschendorf bei Wismar geboren, das sie seit 1833 und schon in der fünften Generation bewohnten. 1860 überließen sie es ihrem ältesten Sohn Theodor und zogen nach Rostock, wo sie ein Haus besaßen. Zu dieser Zeit fuhr Wilhelm Bade bereits zur See, 1858 erstmals ins nördliche Eismeer. Er war schon ein erfahrener Seemann, als er 1869 als zweiter Offizier der Schonerbrigg Hansa an der Zweiten Deutschen Nordpolar-Expedition unter Kapitän Friedrich Hegemann teilnahm. Carl Koldewey führte das Flaggschiff der Expedition, den Schraubendampfer Germania. Die Schiffe verließen am 15. Juni 1869 Bremerhaven mit Kurs auf die Ostküste Grönlands. Der vom Geografen August Petermann entworfene Plan sah vor, parallel zur Küste der Insel nach Norden vorzudringen, einen vermuteten Packeisgürtel zu durchbrechen und in das – wie Petermann glaubte – eisfreie Polarmeer vorzudringen. Ende Juli kam es zur Trennung der Schiffe und im September 1869 fror die Hansa vor der Ostküste Grönlands im Packeis fest. Einen Monat später wurde sie zerdrückt. Bade rettete sich mit der übrigen Besatzung auf eine Eisscholle und driftete innerhalb von 200 Tagen etwa 1.500 km nach Süden. Als die Scholle auf eine Größe von nur noch 300 m² geschrumpft war, setzten die vierzehn Männer die Reise in ihren drei Booten fort, von denen Bade das größte und schwerste, die König Wilhelm, führte. Nach weiteren 36 entbehrungsreichen Tagen erreichten sie Friedrichstal an der Südspitze Grönlands. Von Frederikshåb aus konnten sie auf dem dänischen Segelschiff Constance nach Europa zurückkehren und waren im September 1870 wieder in Deutschland.
Bade führte während der Expedition ein umfangreiches Tagebuch, das die Erlebnisse der Hansa-Mannschaft authentisch und anschaulich schildert. Es wird heute vom Archiv der Stadt Wismar verwahrt.

### Von 1870 bis 1891
Das Wissen um die nächsten zwanzig Jahre in Bades Leben ist lückenhaft. Bekannt ist, dass er noch 1870 ein umfangreiches Vortragsprogramm startete. Zwei Vortragstexte, „Vortrag über Zwecke und Ziele von Nordpol-Expeditionen, deren Ausrüstung, und die Wege, die man am besten zu wählen hat“ und „Vortrag über Grönland“, finden sich bereits in seinem während der Expedition geführten Tagebuch. Sein Versuch, Aufnahme in die Kaiserliche Marine zu finden, war nicht von Erfolg gekrönt. Am 20. Mai 1872 heiratete Wilhelm Bade seine Cousine Luise (Lulu) Augusta Franziska Bade (1845–1912), die ihm in den nächsten Jahren fünf Kinder schenkte – Sara (* 1874), Axel (* 1876), Else (* 1878), Heinrich (* 1883) und Lulu (* 1889). Das Paar lebte zunächst in Swinemünde, und Bade fuhr als Kapitän eines Passagierdampfers für den Baltischen Lloyd in Stettin. 1875 wurde Bade korrespondierendes Mitglied des Bremer Vereins für die deutsche Nordpolfahrt, aus dem 1877 die Geographische Gesellschaft in Bremen hervorging, sowie des Vereins für Geographie und Statistik zu Frankfurt am Main, der sich durch die finanzielle Unterstützung der  Österreichisch-Ungarischen Nordpolexpedition von 1872 bis 1874 um die Polarforschung verdient gemacht hatte. Als der Baltische Lloyd 1876 in Liquidation ging, erhöhte Bade die Zahl seiner Vortragsreisen wieder. Ab den 1880er Jahren lebte er mit seiner Familie in der Dankwartstraße 13 in Wismar, wo er vor dem Lübschen Tor die Fischhandlung „Ostseefischerei Wendorf“ besaß.
In seinen Vorträgen warb Bade für eine dritte deutsche Nordpolarfahrt. Er weckte in seinen Zuhörern aber auch das Interesse, die extreme Natur der Arktis selbst kennenzulernen, und propagierte eine stärkere Nutzung der wirtschaftlichen Ressourcen der Polargebiete.

### Rückkehr in die Arktis

#### Württembergische Spitzbergen-Expedition
1891 überzeugte Bade einige Stuttgarter Investoren davon, eine Expedition nach der Bäreninsel und Spitzbergen auszurüsten, die die Abbauwürdigkeit der dortigen Kohlelagerstätten und die Möglichkeiten des Wal- und der Fischfangs in den umliegenden Gewässern erkunden sollte. Durch Vermittlung Wilhelm Hauchecornes, des Leiters der Geologischen Landesanstalt in Berlin, konnte der Bochumer Bergingenieur Leo Cremer (1866–1901) für die Ausführung der geologischen Arbeiten gewonnen werden. Als Leiter der Württembergische Spitzbergen-Expedition charterte Bade den Fischdampfer Amely von der Firma Hochseefischerei-Gesellschaft Droste, Gehrels u. Co. Das Schiff verließ Bremerhaven am 26. Juli 1891 unter dem Kommando von Kapitän Mahlstede, der über reiche Polarerfahrung verfügte, da er bereits 1882 die deutschen Teilnehmer am Internationalen Polarjahr nach Baffinland gebracht und sie 1883 wieder abgeholt hatte. An Bord befanden sich weiterhin der Zoologe Max von Zeppelin, der Offizier und Forschungsreisende Karl von Urach (1865–1925), der Chemiker Richard Baur (1833–1910) und der Schiffsarzt Dr. Faber.
Nach dem Besuch der Walstation auf der Insel Skorøya wurde die Bäreninsel angelaufen, um die bereits bekannten Kohlenflöze näher zu untersuchen. Anschließend folgte die Amely der Westküste Spitzbergens. Am Magdalenenfjord wurde fast der 80. Breitengrad erreicht. An den Ufern der tief ins Land führenden Fjorde fand Cremer immer wieder abbauwürdige Kohlelagerstätten. Die anderen Passagiere verbrachten ihre Zeit häufig mit Jagdausflügen. Wie sehr die arktische Natur und Landschaft die Passagiere beeindruckte, kann man den Reiseberichten Cremers und Zeppelins entnehmen.

#### Nordische Hochseefischerei-Gesellschaft

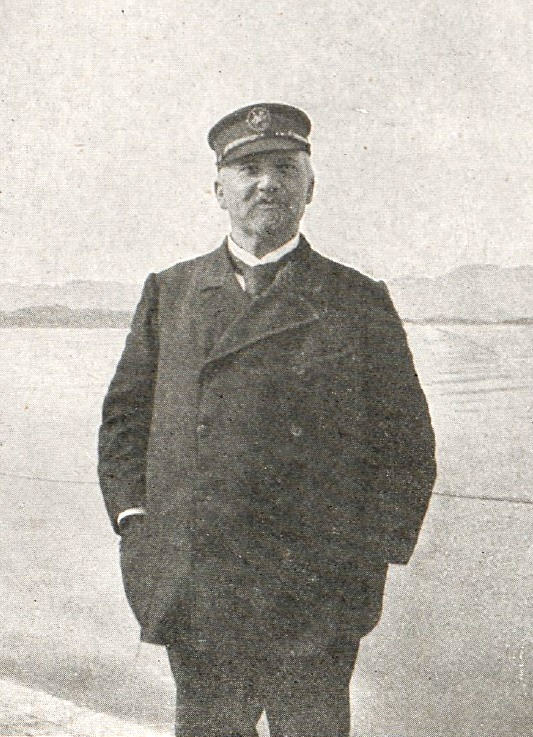
Wilhelm Bade 1902

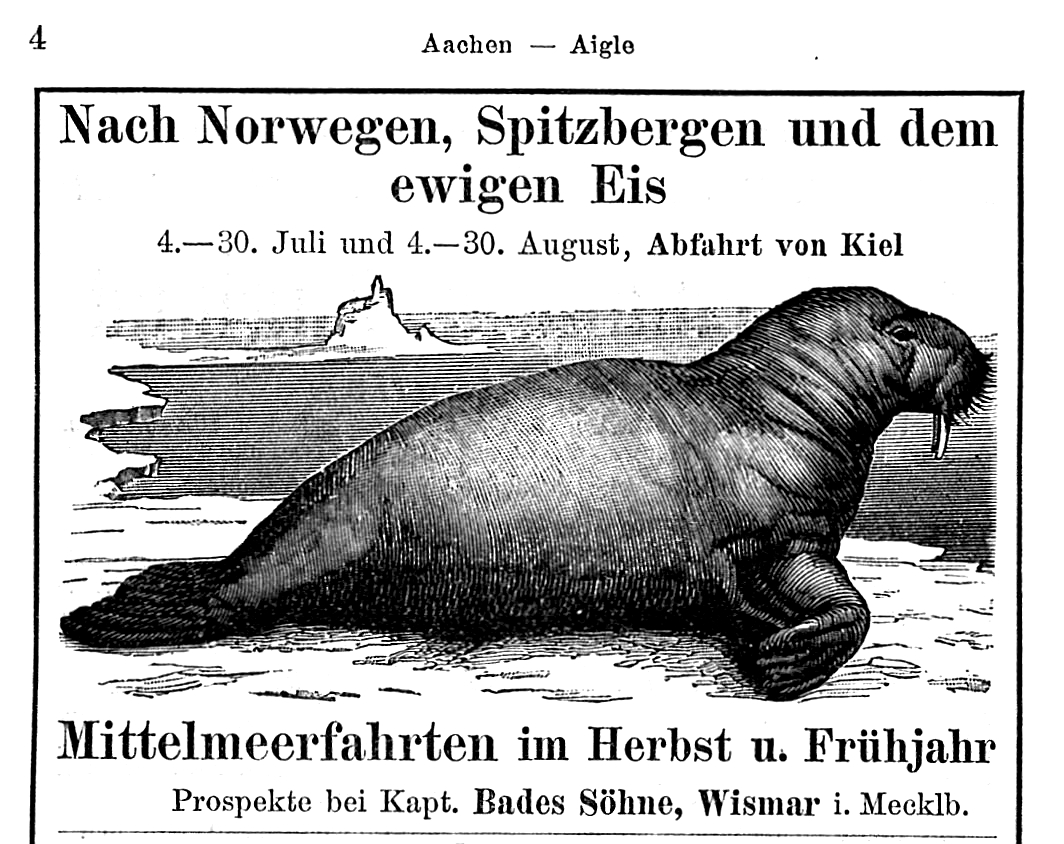
Werbung für Polar- und Mittelmeerfahrten mit der Thalia 1907

Bade nutzte die vage optimistischen Einschätzungen Cremers, um im Herbst und Winter 1891 mit Vorträgen in mehreren westdeutschen Städten für eine wirtschaftliche Nutzung Spitzbergens zu werben. Insbesondere skizzierte er das Bild einer deutschen Station auf der Bäreninsel, in der die in den umliegenden Gewässern gefangenen Wale und Fische mit Hilfe der örtlichen Steinkohle weiterverarbeitet werden könnten. Auch einen Export der Kohle nach Norwegen und Nordrussland erachtete er als aussichtsreich. Bades Vorstellungen wurden im Mai 1892 in der Naturwissenschaftlichen Wochenschrift publiziert und bereits im Juni vom arktiserfahrenen Zoologen Willy Kükenthal einer scharfen kritischen Analyse unterworfen. Dieser urteilte über Bades Pläne, „dass dieselben jeder Basis entbehren, und dass etwa angewandte Summen zu deren Verwirklichung unwiederbringlich verloren wären.“
Bade war es aber bereits gelungen, potente Investoren unter den rheinischen Großunternehmern für sein Projekt zu interessieren. Im Frühjahr 1892 war in Mülheim an der Ruhr die Nordische Hochseefischerei-Gesellschaft mit einem Stammkapital von 200.000 Mark gegründet worden. In den am 2. Juli von der konstituierenden Generalversammlung angenommenen Statuten wurden als Unternehmensziele neben Hochseefischerei, Walfang und Bergbau auch der Polartourismus genannt. Der Vorstand der Gesellschaft bestand aus Wilhelm Bade, Hugo Stinnes und dem Prokuristen Hermann Doebel. Bade selbst hielt zehn Prozent der Aktien. Weitere Investoren aus der rheinischen Montanindustrie waren Gustav Stinnes, Gerhard Küchen, August Haniel, Franz Haniel, Hugo von Gahlen, Emil Poensgen und Rudolf Waldthausen.
Die Gesellschaft bestellte bei Akers mekaniske verksted in Christiania einen modernen Walfänger, das Dampfschiff Glückauf, das schon 1893 zu seiner ersten Fahrt auslief und zwischen Anfang Juli und Anfang August 17 Wale erlegte. Gleichzeitig startete Bade mit dem von der Deutschen Ostafrikalinie gecharterten Dampfer Admiral eine Vergnügungsfahrt mit 70 Passagieren. Die Schiffe trafen sich im Hafen von Tromsø und fuhren zunächst zur Walstation auf Skorøya, die von den Teilnehmern der Kreuzfahrt besichtigt werden konnte und wohin die Glückauf später ihre erbeuteten Wale zum Flensen bringen wollte. Anschließend nahmen die Schiffe gemeinsam Kurs auf die Bäreninsel und Spitzbergen. Wenn Wale gesichtet wurden, konnten die Passagiere der Admiral auf die Glückauf übersetzen und das Harpunieren aus nächster Nähe beobachten. Die Schiffe passierten am 16. August westlich von Spitzbergen den 80. Breitengrad und wendeten bald darauf, nachdem die Grenze des Treibeises erreicht worden war. Über Hammerfest und erneut Tromsø kehrte die Admiral nach Deutschland zurück.
Die Kreuzfahrt war zweifellos ein Erfolg. Die Nordische Hochseefischerei-Gesellschaft löste sich jedoch bereits im Februar 1894 gegen Bades Widerstand auf. Die Aktionäre erhielten 1895 lediglich ein Viertel ihrer Investition zurück. Der Kohleabbau auf Spitzbergen und der Bäreninsel wurde von den Investoren als zu riskant eingeschätzt, die Erträge durch Wal- und Fischfang als zu gering.

### Polarkreuzfahrten
Anfang der 1890er Jahre entstand in Deutschland ein starkes „Nordland“-Interesse, da der deutsche Kaiser Wilhelm II. zwischen 1889 und 1914 eine Vielzahl von Sommerurlauben in Norwegen, teils auf seiner Yacht, teils an Land verbrachte. Wilhelm Bade erkannte die Marktlücke und veranstaltete ab 1894 in Eigenregie touristische Norwegen- und Polarkreuzfahrten für ein bürgerliches und adeliges Publikum. 800 bis 1800 Mark (das entspricht heutigen 7.000 bis 15.000 Euro) kostete eine dreiwöchige Fahrt an der norwegischen Küste entlang nach Spitzbergen im Jahr 1903. Dafür erhielten die Gäste eine Schiffsreise in komfortablen, wenn auch kleinen, Kabinen in eine atemberaubende Natur. Das Essen an Bord wird als reichhaltig und abwechslungsreich beschrieben. Es gab deutschen Wein und deutsches Bier. Bades Gäste genossen die familiäre Atmosphäre an Bord und den Umstand, dass seine relativ kleinen Schiffe tiefer in die Fjorde und Buchten hineinfahren konnten als die größeren Schiffe anderer Anbieter, denen aufgrund ihrer Länge und ihres Tiefgangs stärkere Beschränkungen auferlegt waren.
Bade, der auf keiner seiner Kreuzfahrten die Rolle des Kapitäns einnahm, sondern vielmehr als Reiseleiter agierte, bot seinen Gästen als besonderen Höhepunkt Treffen mit vor Ort befindlichen Polarforschern wie Salomon August Andrée, Gerard De Geer oder dem Herzog der Abruzzen. Seine Reisen zogen Künstler ebenso an wie Wissenschaftler, deren Wünschen er unter Berücksichtigung des vorgegebenen Zeitplans durchaus entgegenkam. Vom besonderen Verhältnis zu seinen Gästen zeugt die „Bade-Flagge“, die zufriedene Passagiere auf der Kreuzfahrt von 1898 nähten und die tatsächlich am Mast seines Schiffs wehte. Sie war in den Farben der Reichsflagge schwarz-weiß-rot gehalten, enthielt aber zusätzlich den Buchstaben B für „Bade“ und das Bild eines Walrosses.
Auch nach dem Ableben Bades veranstalteten seine Söhne, Axel und Heinrich Bade, unter dem Firmennamen Kapt. Bades Söhne, Wismar i. Meckl. noch bis 1908 Nordmeerfahrten.

### Tod und letzte Ruhe
1903 verstarb Wilhelm Bade nach einer Ohrenoperation in einem Rostocker Krankenhaus und wurde in Proseken bei Wismar beigesetzt. Auf Spitzbergen erinnert eine Gruppe von Nunataks mit dem Namen Badetoppane an den Pionier der Polartouristik.

## Touristenfahrten in die Arktis

### Übersicht
Bade veranstaltete seine erste touristische Vergnügungsfahrt in die Arktis 1893 für die Nordische Hochseefischerei-Gesellschaft. Ab 1894 führte er jährlich eine Fahrt in Eigenregie durch, nach einer Pause im Jahr 1901 jährlich zwei, jeweils im Juli und im August. Nach Bades Tod im Juli 1903 führten seine Söhne das Unternehmen, bis es nach der letzten Fahrt 1908 aufgelöst wurde.
| Jahr | Schiff      | Reisedaten                     | Ziel                | Bemerkungen |
| ---- | ----------- | ------------------------------ | ------------------- | --- |
| 1893 | Admiral     | 1. August bis ca. 30. August   | Spitzbergen         | im Auftrag der Nordischen Hochseefischerei-Gesellschaft; Reiseberichte von Friedrich Plass (1851–1928) und W. Lategahn. |
| 1894 | Stettin     | 5. August bis ca. 2. September | Spitzbergen         | |
| 1895 | Danzig      | 17. Juli bis 16. August        | Spitzbergen         | Das Schiff läuft im Sørgattet auf Grund. Reiseberichte des Schiffsarztes Arthur von Sachsenheim und des estnischen Schriftstellers Eduard Vilde. |
| 1896 | Erling Jarl | 15. Juli bis 16. August        | Spitzbergen         | Besuch Andrées auf Danskøya; totale Sonnenfinsternis am 9. August; Reiseberichte vom Geographen Georg Wegener, dem Chemiker Georg Kahlbaum (1853–1905) und dem luxemburgischen Rechtsanwalt Maurice Letellier (1862–1899); an Bord auch der Ethnograph Wilhelm Joest und der Landschaftsmaler Hans Beat Wieland |
| 1897 | Kong Harald | 3. August bis 30. August       | Spitzbergen         | Erneut ist Hans Beat Wieland als Passagier an Bord. |
| 1898 | Kong Harald | 30. Juli bis ca. 27. August    | Spitzbergen         | Reiseberichte von Wolf Baudissin unter dem Pseudonym Freiherr von Schlicht; an Bord auch der Anthropologe Hermann Klaatsch |
| 1899 | Kong Harald | 6. August bis 30. August       | Spitzbergen         | |
| 1900 | Hertha      | 5. August bis 15. September    | Franz-Josef-Land    | Jagdreise, Treffen mit der Stella Polare des Herzogs der Abruzzen und mit Umberto Cagni; an Bord auch der spätere Erfinder des Kreiselkompasses Hermann Anschütz-Kaempfe |
| 1902 | Oihonna     | 4. Juli bis 26. Juli           | Spitzbergen         | |
| 1902 | Oihonna     | 4. August bis 31. August       | Spitzbergen         | Die Aerologen Arthur Berson und Hermann Elias lassen Wetterdrachen vom Deck des Schiffs steigen. An Bord sind auch der Schweizer Vulkanologe Albert Brun (1857–1939) und der belgische Geograph Jules Leclercq (1848–1928), der einen Reisebericht hinterlässt.                                                 |
| 1903 | Oihonna     | 4. Juli bis 27. Juli           | Spitzbergen         | |
| 1903 | Oihonna     | 4. August bis 31. August       | Spitzbergen         | |
| 1904 | Oihonna     | 3. Juli bis 27. Juli           | Spitzbergen         | |
| 1904 | Oihonna     | 3. August bis 27. August       | Spitzbergen         | |
| 1905 | Oihonna     | 4. Juli bis 28. Juli           | Spitzbergen         | Das Schiff bringt die Alpinisten Aemilius Hacker (1870–1912), Günther von Saar und Hermann Sattler nach Spitzbergen. |
| 1905 | Oihonna     | 3. August bis 28. August       | Spitzbergen         | Die Alpinisten werden wieder abgeholt. Der deutsche Landschaftsmaler Themistokles von Eckenbrecher ist an Bord. |
| 1906 | Oihonna     | 4. Juli bis 31. Juli           | Spitzbergen         | |
| 1906 | Oihonna     | 4. August bis 31. August       | Spitzbergen         | |
| 1907 | Thalia      | 4. Juli bis 18. Juli           | westliches Norwegen | |
| 1907 | Thalia      | 20. Juli bis 17. August        | Spitzbergen         | An dieser in Kiel beginnenden Reise nehmen die Mediziner Carl Fraenkel aus Halle und Walther Kausch aus Berlin sowie der damalige Freiberger Bürgermeister und spätere Dresdener Oberbürgermeister Bernhard Blüher teil.                                                                                        |
| 1908 | Andenæs     | 3. August bis 31. August       | Spitzbergen         | |

### StettinundDanzig1894/95
1894 charterte er die Stettin, ein 1886 für die Fernostlinie des Norddeutschen Lloyd gebautes Schiff, für eine vierwöchige Spitzbergenfahrt mit etwa einhundert Passagieren. Das Schiff wurde von Kapitän H. Wempe geführt. Zur größeren Sicherheit der Passagiere war der erfahrene norwegische Skipper Henrik Næs (1862–1950) als Eislotse mit an Bord. Im folgenden Jahr fand die Reise mit der Danzig, einem Schwesterschiff der Stettin, statt. Die zusätzlichen Einbauten – die Danzig hatte während der Eröffnung des Kaiser-Wilhelm-Kanals als Hotel gedient – erlaubten die Mitnahme weiterer Passagiere. Auf der Fahrt kam es zu einer Havarie, als die Danzig im Sørgattet, südlich von Danskøya, auf einen Unterwasserfelsen lief. Das Schiff kam aber aus eigener Kraft wieder frei und konnte die Fahrt fortsetzen.

### Erling Jarl1896

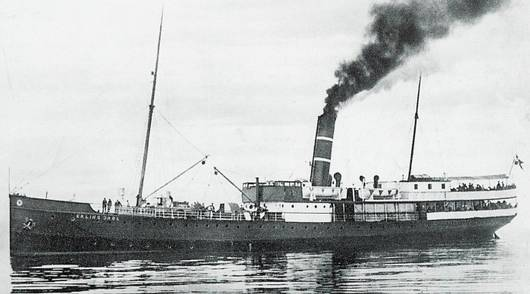
Erling Jarl

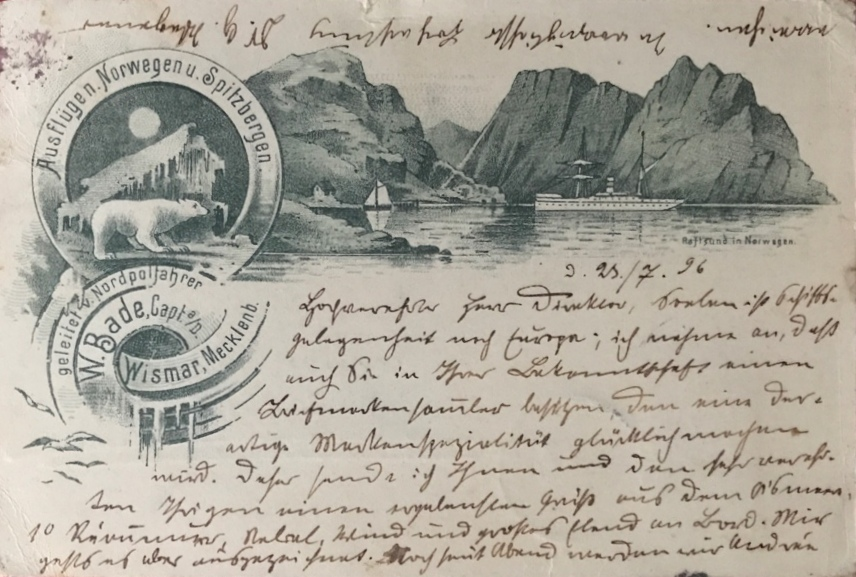
Postkarte von der Fahrt der Erling Jarl, Absender: Georg Wegener (oben)

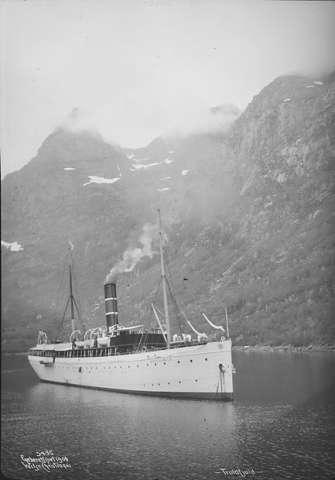
Kong Harald

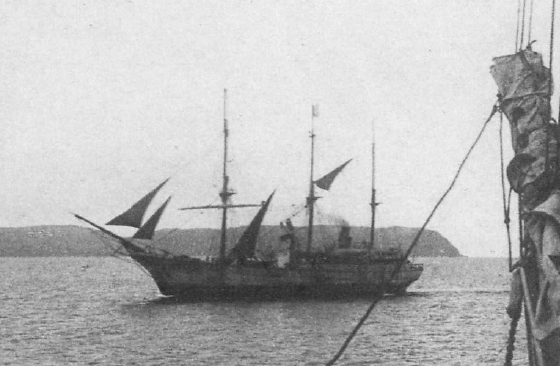
Hertha

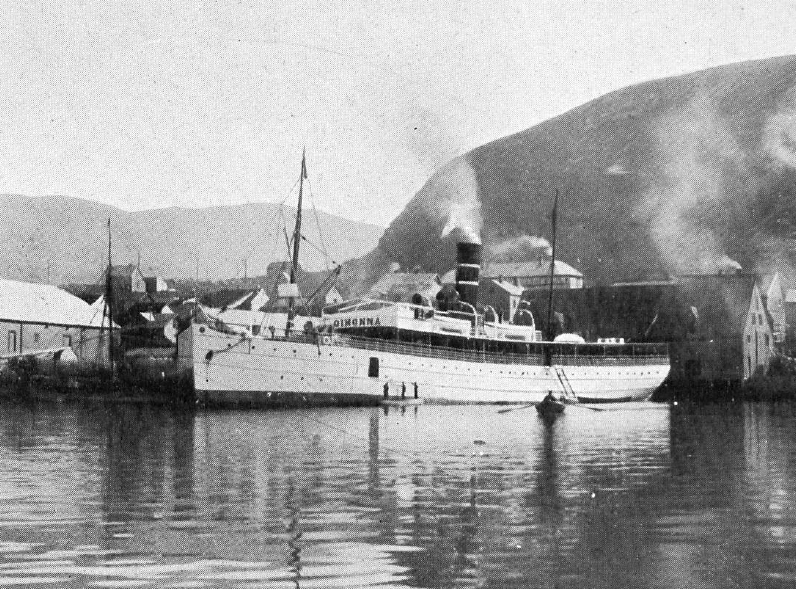
Oihonna

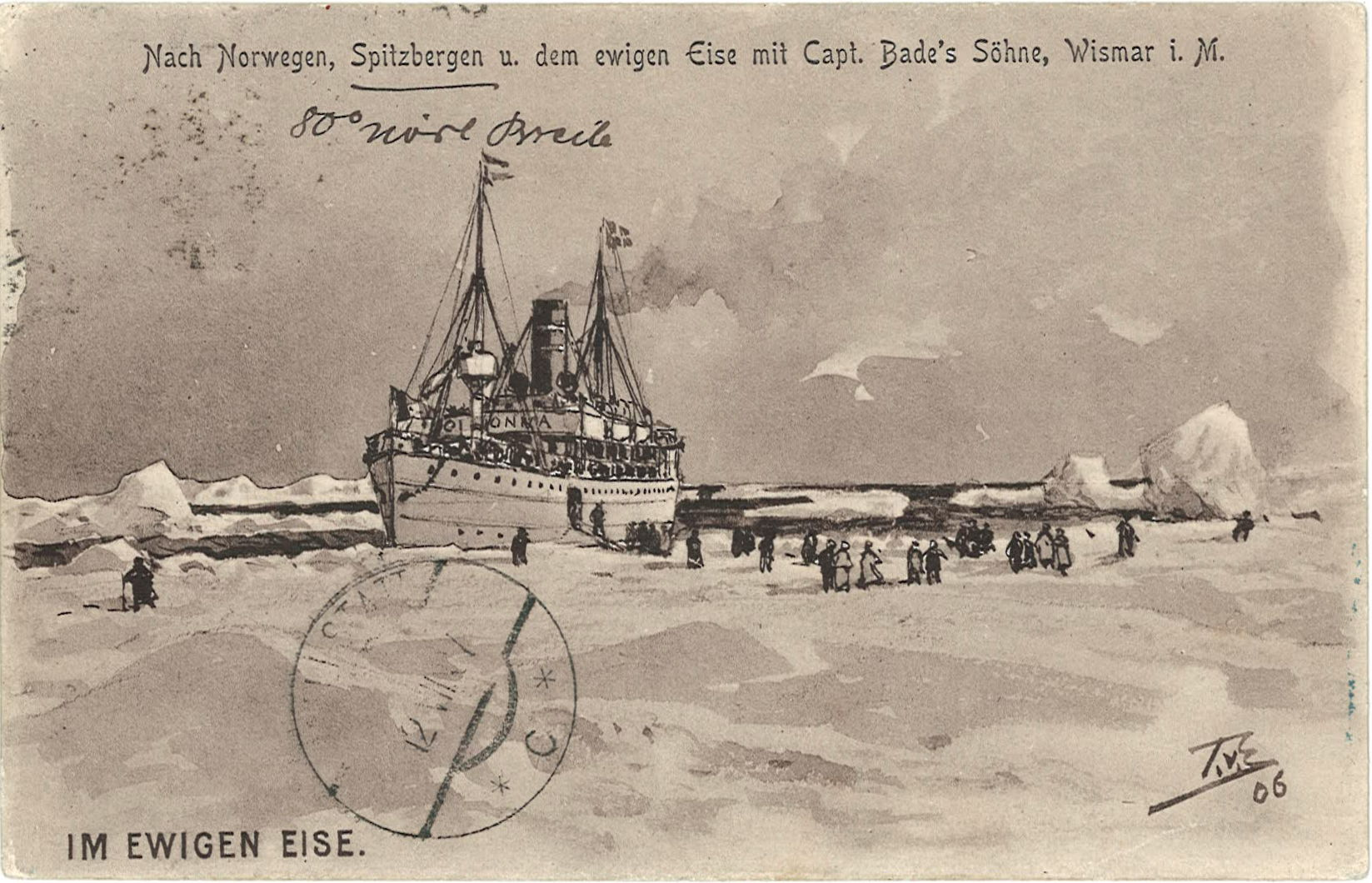
Postkarte von „Capt. Bade’s Söhne“ mit der Oihonna (Entwurf: Themistokles von Eckenbrecher, 1906)

SS Thalia, Sommer 1907

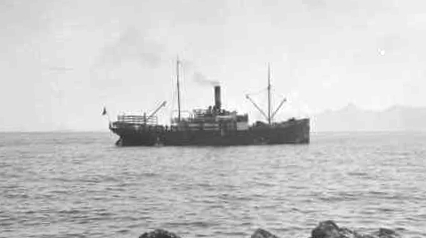
Andenæs

Die Havarie der Danzig scheint die Geschäftsbeziehungen zum Norddeutschen Lloyd belastet zu haben, denn in der Folgezeit charterte Bade ausschließlich Schiffe skandinavischer Reedereien. Auch, dass er nunmehr kleinere, wendigere Schiffe mit geringerem Tiefgang bevorzugte, mag eine Lehre aus dem Unfall der Danzig gewesen sein. 1896 charterte Bade die Erling Jarl, ein 60 Meter langes Dampfschiff der Nordenfjeldske Dampskibsselskab in Trondheim unter Kapitän Erik Lund. Das Schiff legte am 17. Juli 1896 mit 52 Passagieren, darunter der deutsche Geograf Georg Wegener und der Schweizer Maler Hans Beat Wieland, in Hamburg ab. Am 24. Juli erreichte das Schiff Virgohamna auf Danskøya, wo Salomon August Andrée auf günstige Winde wartete, um mit seinem Wasserstoffballon Örnen zum Nordpol zu fahren. Andrée nahm sich die Zeit, den Passagieren sein Vorhaben zu erläutern und ihnen seinen Ballonhangar zu zeigen. Die Erling Jarl drang anschließend bis zur Packeiskante bei 81° 38′ 8″ nördlicher Breite vor – so weit nach Norden wie kein Vergnügungsschiff vor ihm – und kehrte anschließend nach Virgohamna zurück. Hier war inzwischen auch Theodor Lerner mit einer englischen Jagdgesellschaft an Bord der Expres angelangt, um den Aufstieg des Ballons zu erleben. Nach der Verabschiedung von Andrée lief die Erling Jarl auf dem Weg nach Süden den Magdalenefjord, den Kongsfjord, den Isfjord und den Adventfjord an, wo die wissenschaftlichen Expeditionen Gerard De Geers und Sir Martin Conways getroffen wurden. Bade nahm die schwedische Expedition ein Stück mit und setzte sie im Sassenfjord wieder ab. Die nächsten Stationen der Kreuzfahrt waren das Nordkap und Vadsø, wo am 9. August eine totale Sonnenfinsternis beobachtet werden sollte, was der bedeckte Himmel jedoch nicht zuließ. Am 31. August war die Erling Jarl wieder in Hamburg.

### Kong Harald1897–1899
Die Kong Harald war ein eleganter Salondampfer der Nordenfjeldske Dampskibsselskab, der 1890 auf der Schiffswerft Joh. C. Tecklenborg in Geestemünde gebaut worden war. Sie bot ihren Passagieren alle Annehmlichkeiten der Zeit – elektrische Beleuchtung, luxuriöse Kabinen, Bäder, eine gut bestückte Bibliothek und eine Bar mit Klavier. Wilhelm Bade charterte das Schiff für seine Arktiskreuzfahrten der Jahre 1897 bis 1899. Im ersten Jahr war der Höhepunkt der Reise erneut ein Besuch bei Andrée auf Danskøya. Hans Beat Wieland war noch einmal als „zeichnender Reporter“ im Auftrag der Leipziger Illustrierten an Bord. Die hier entstandenen dokumentarischen Aquarelle und Gemälde der arktischen Landschaft Spitzbergens stellen eine erste bedeutende Werkgruppe im Schaffen des Malers dar. Bades drei Kreuzfahrten mit der Kong Harald hatten ein nahezu identisches Programm, das vom Schriftsteller Wolf Baudissin, Teilnehmer der Reise von 1898, unter seinem Pseudonym Freiherr von Schlicht in humoristischen Skizzen anschaulich beschrieben wurde. Das Schiff verließ den Hamburger Hafen mit 61 Passagieren am 30. Juli 1898. Zwei Tage später wurde der kleine norwegische Hafen Kopervik auf der Insel Karmøy angelaufen. An der norwegischen Küste führte die Reise nach Tromsø, wobei Bade den Gästen besondere landschaftliche Schönheiten wie den Geirangerfjord oder den Berg Torghatten zeigte. Nach dem Besuch der Walfangstation Skorøya wurde die Bäreninsel angelaufen. Anschließend ging es an der Westküste Spitzbergens entlang, wobei der Recherchefjord, der Adventfjord und der Smeerenburgfjord besucht wurden, und weiter bis zur Eiskante, die 1898 bei 81° 5′ lag. Insbesondere wurde auch wieder Virgohamna besucht, wo Andrées Ballonhalle inzwischen in Trümmern lag. Hier traf man auf die Yacht des Fürsten Albert von Monaco, der in den Gewässern um Spitzbergen ozeanografische Forschung betrieb. Von Bord der Kong Harald untersuchte der Heidelberger Anatom Hermann Klaatsch die pelagische Fauna.

### Hertha1900
Im Sommer des Jahres 1900 organisierte Wilhelm Bade seine ambitionierteste Touristenfahrt, eine Jagdreise für eine geringe Anzahl gutbetuchter Gäste zum abgelegenen und schwer erreichbaren Franz-Josef-Land. Er charterte die norwegische Hertha, einen 1884 auf der Werft Røedsverven in Sandefjord gebauten Robbenfänger. Das Schiff war 1893/1894 als Begleitschiff der Jason mit Carl Anton Larsen in der Antarktis gewesen, der einer der Robbeninseln den Namen Herthainsel gegeben hatte. Die Jason war – umbenannt in Stella Polare – 1899 als Expeditionsschiff von Luigi Amedeo di Savoia-Aosta dem Herzog der Abruzzen, nach Franz-Josef-Land gefahren, von wo aus der Nordpol mit Schlitten erreicht werden sollte.
Bades Fahrt mit der Hertha war zwar primär als Jagdreise angelegt, es bestand aber auch die Hoffnung, der Stella Polare zu begegnen, und Informationen über den Verlauf der Nordpolexpedition aus erster Hand zu erhalten. Die Passagiere waren deshalb überwiegend Italiener. Unter ihnen befand sich aber auch Hermann Anschütz-Kaempfe, der ein halbes Jahr später mit dem Plan hervortrat, den Nordpol mit dem Unterseeboot erreichen zu wollen. In Verfolgung dieses Ziels entwickelte er den Kreiselkompass als Ersatz für den in einem stählernen Schiffsrumpf nutzlosen Magnetkompass.
Die Hertha fuhr an Norwegens Nordspitze vorbei durch die Barentssee auf direktem Wege nach Franz-Josef-Land, wo aufgrund der schwierigen Eisverhältnisse jedoch keine Anlandung gelang. Westlich des Archipels wurde der 80. Breitengrad überschritten. Anschließend segelte das Schiff an der Ostküste König-Karl-Lands entlang und an Hopen vorbei nach Norwegen zurück. Der Jagderfolg der Hertha war eher bescheiden, die Beute bestand aus vier Eisbären und einigen Robben. In Hammerfest kam es aber zur erhofften Begegnung mit der Stella Polare. Die Passagiere der Hertha wurden vom Herzog der Abruzzen an Bord gebeten und erfuhren, dass eine Gruppe um den Marineoffizier Umberto Cagni den geographischen Nordpol zwar nicht erreicht hatte, ihm aber so nahegekommen war wie niemand vor ihr.

### Oihonna1902–1906
1901 organisierte Wilhelm Bade keine Kreuzfahrt, aber schon im darauffolgenden Jahr nahm er seine Tätigkeit mit dem finnischen Dampfer Oihonna wieder auf, der in fünf aufeinander folgenden Jahren für jeweils zwei Fahrten auf der Spitzbergenroute gechartert wurde. Von wissenschaftshistorischer Bedeutung ist die Kreuzfahrt vom August 1902. Unter den Gästen befand sich der Hauptobservator des Aeronautischen Observatoriums Berlin-Tegel, Arthur Berson, der eine gewisse Popularität genoss, da er im Jahr zuvor gemeinsam mit Reinhard Süring im offenen Korb des Gasballons Preussen eine Rekordhöhe von 10.800 m erreicht hatte. Berson hatte eine Handwinde, zwölf zusammenlegbare Drachen und 14.000 m Draht mitgebracht. Mit seinem Assistenten Hermann Elias ließ er die mit Messgeräten bestückten Drachen vom hinteren Promenadendeck aus aufsteigen, wobei einige Passagiere und Teile der Mannschaft behilflich waren. Bersons Wetterdrachenaufstiege sind die frühesten, die in der Arktis unternommen wurden. Wilhelm Bade unterstützte die Wissenschaftler nicht nur dadurch, dass er ihnen finanziell entgegenkam, er erklärte sich auch damit einverstanden, dass das Schiff, wenn der enge Zeitplan es erlaubte, seine Geschwindigkeit und Fahrtrichtung den Bedürfnissen der Meteorologen anpasste.
Auch Alpinisten nutzten mehrfach die Oihonna für die Anreise nach Spitzbergen. 1902 bestieg der Schweizer Vulkanologe Albert Brun mit vier weiteren Passagieren (Berson, Elias, Klein, Straub) den heute nach ihm benannten Albert Bruntoppen, einen 922 m hohen Berg in Nordenskiöld-Land. Am 15. Juli 1905 ließen sich die Alpinisten Aemilius Hacker, Günther von Saar und Hermann Sattler von Wilhelm Bades Sohn Axel (* 1876), der die Kreuzfahrten seit 1903 organisierte, am Nordenskiöldbreen in Bünsow-Land ausbooten. Einen Monat lang bestiegen und benannten sie zahlreiche Berge, darunter den Zeltberg (norwegisch Teltfjellet), den Zwischenkofel (norwegisch Midterfjellet) und die Klaas-Billen-Spitze, die sich heute nicht mehr eindeutig zuordnen lässt. Am 15. August wurden die Männer wieder von der Oihonna aufgenommen, die sich bereits auf der zweiten Fahrt dieses Sommers befand. An Bord befand sich diesmal auch der Landschafts- und Marinemaler Themistokles von Eckenbrecher.

### Thalia1907
Axel Bade charterte 1907 die Thalia, ein bereits 1886 gebautes Schiff des Österreichen Lloyd, das gerade zum Vergnügungsdampfer mit vier Decks und einer einheitlichen Kajütenklasse umgebaut worden war und 171 Passagieren Platz bot. Obwohl ursprünglich zwei etwa vierwöchige Touren nach Spitzbergen angekündigt waren, führte die erste nur nach Trondheim und dauerte 14 Tage. Auf der zweiten Fahrt, bei der Baron von Bretfeld als Kapitän das Kommando führte, ging es bei schwierigen Witterungs- und Eisverhältnissen aber wie gewohnt ins nördliche Eismeer. Nach dem Isfjord wurden der Smeerenburgfjord und das Lager Walter Wellman auf Danskøya besucht. Der Amerikaner wartete im August auf günstiges Wetter für einen Flug zum Nordpol. Im September startete er mit seinem Luftschiff America zu einem erfolglosen Versuch. Die Thalia fuhr an die Packeisgrenze bei 80° 15′ Nord und kehrte dann um. Im Sassenfjord wurde den Gästen auch die Möglichkeit zur Jagd geboten. An dieser Fahrt soll auch die Ehefrau Bades teilgenommen haben, um junge amerikanische Reiseteilnehmerinnen, u. a. Wellmanns Töchter Ruth und Rita, unter ihre Fittiche zu nehmen.

### Andenæs1908
1908 fand die letzte Kreuzfahrt statt, die von Wilhelm Bades Erben organisiert wurde. Die 1903 gebaute Andenæs der Vesteraalens Dampskibsselskab legte in Kiel zu einer vierwöchigen Spitzbergenreise ab.

### Veranstaltermarke für die Polarfahrten
Wilhelm Bade bot seinen Gästen für die Urlaubspost eigene Postkarten an, die von Künstlern wie Hans Beat Wieland oder Themistokles von Eckenbrecher gestaltet waren, die selbst an seinen Kreuzfahrten teilgenommen hatten. 1897 gab er in einer Auflage von 1000 Stück gedruckte Veranstaltermarke ohne Frankaturkraft heraus, deren Motiv ein skifahrender Jäger mit einem Hund vor einer arktischen Schneelandschaft bildet. Diese Cinderellas im Wert von 10 Pfennig waren mit „ARCTISCHE POST“ und „CAP. W. BADE“ beschriftet. Ihr folgten weitere Ausgaben von je 1000 Stück in den Jahren 1897 und 1898 nun mit dem Motiv eines in der Mitternachtssonne auf einer Eisscholle liegenden Walrosses und der Inschrift „POLAR POST“ sowie 1903 mit demselben Motiv aber der Inschrift „POLAR-POST“.

## Berichte von Teilnehmern an Bades Arktisfahrten
- Leo Cremer: Ein Ausflug nach Spitzbergen. In: Naturwissenschaftliche Wochenschrift 6, 1891, S. 453–457, 463–467, 473–476, 483–486, 496–497.
- Max von Zeppelin: Reise-Bilder aus Spitzbergen, Bären-Eiland und Norwegen, Stuttgart 1892.
- Friedrich Plaß: Reise-Erinnerungen aus dem nördlichen Eismeer im August 1893 an Bord des Dampfers „Admiral“. Boyse, Hamburg 1894.
- W. Lategahn: Eine Nordlandfahrt im August 1893. Reiseerinnerungen aus dem Polarmeer, Hugo Baedeker, Mülheim an der Ruhr 1894.
- Eduard Wilde [Vilde]: Reise-Skizzen von einem Ausfluge nach Norwegen und Spitzbergen auf dem Dampfer „Danzig“ des Norddeutschen Lloyd im Sommer 1895, Selbstverlag, Saaz 1896.
- M. von Kimakowicz: Dr. med. Arthur von Sachsenheim’s Molluscen-Ausbeute im nördlichen Eismeer an der West- und Nordküste Spitzbergens. In: Verhandlungen und Mittheilungen des Siebenbürgischen Vereins für Naturwissenschaften zu Hermannstadt 46, 1896, S. 67–81.
- Georg Wilhelm August Kahlbaum: Eine Spitzbergenfahrt, Barth, Leipzig 1896.
- Hans Beat Wieland: Spitzbergen und Hurtigrute: Reisetagebücher von 1896/97. Hrsg.: Klaus Kurre, Sandra Walser. KURRE:DE, Nürnberg 2022, ISBN 978-3-9822996-6-2.
- Georg Wegener: In Spitzbergen bei Andrée und Begegnung mit Nansen und der Fram. Vortrag, gehalten am 9. Januar 1897 vor dem Verein für Erdkunde zu Leipzig, in: Mitteilungen des Vereins für Erdkunde zu Leipzig 1897, Duncker und Humblot, 1898, S. XI–XII.
- Georg Wegener: Zum ewigen Eise. Eine Sommerfahrt ins nördliche Polarmeer und Begegnung mit Andrée und Nansen. Verein für deutsche Literatur, Berlin 1897.
- Maurice Letellier: À travers la Norvège et Spitzbergen, Lamulle & Poisson, Paris 1897 (deutsche Ausgabe: Maurice Letellier: Spitzbergen. Hrsg.: Klaus Kurre. KURRE:DE, Neustadt a. d. Weinstraße 2023, ISBN 978-3-9822996-7-9.).
- Freiherr von Schlicht (Wolf Graf von Baudissin): Bade in Spitzbergen. In: Das kleine Journal 217, 221 und 240, 1998; Mit Bade in Spitzbergen. In: Lübecker Eisenbahn-Zeitung 224, 1898, S. 2; Mit Bade in Spitzbergen. In: Über Land und Meer 17, 1899, S. 283.
- Hugo Fromholz: Aus Ost und Nord. Reiseschilderungen. I. Durch Russland. II. Nach Spitzbergen, Driesner, Berlin 1898.
- H. P van W.: Reisverslag van een jachtexpeditie met het zeilschip ‘Hertha’ naar Franz Josephsland en Spitsbergen in 1900, Handschrift im Besitz des Maritiem Museum Rotterdam.
- Jules Leclercq: Une croissière au Spitzberg sur un yacht polaire, Librairie Plon, Paris 1904.
- Arthur Berson, Hermann Elias: Bericht über Drachen-Aufstiege auf der Ostsee, den Norwegischen Gewässern und dem nördlichen Eismeere, ausgeführt bei Gelegenheit einer Urlaubsreise nach Spitzbergen, an Bord des Vergnügungsdampfers „Oihonna“. In: R. Aßmann und A. Berson (Hrsg.): Ergebnisse der Arbeiten am Aeronautischen Observatorium, 1. Oktober 1901 bis 31. Dezember 1902, Braunschweig 1904, S. 1–20.
- Aemilius Hacker, Günther von Saar: Die Berge um die Klaas-Billen-Bay. In: Zeitschrift des Deutschen und Österreichischen Alpenvereins 40, 1909, S. 109–135.